# Reicheltia halsteadi
Reicheltia halsteadi är en fiskart som först beskrevs av Gilbert Percy Whitley 1957.  Reicheltia halsteadi ingår i släktet Reicheltia och familjen blåsfiskar. Inga underarter finns listade i Catalogue of Life.